# Бершанский, Игорь Семёнович
Игорь Семёнович Бершанский (10 февраля 1938, Батуми, Грузинская ССР — 14 марта 2017) — советский и российский тренер и организатор спортивной работы, заведующий кафедрой физической культуры Международного университета природы, общества и человека «Дубна», доцент. Заслуженный работник физической культуры РФ, заслуженный работник образования Московской области.

## Биография
В юношеском возрасте тренировался в Батуми у П. Н. Иоселиани.
В 1964 г. окончил школу тренеров Государственного центрального ордена Ленина института физической культуры по специальности «физическая культура».
С 1968 по 1972 г. работал председателем коллектива физкультуры Объединённого института ядерных исследований.
В 1972—1986 гг. — старший тренер отделения плавания ДЮСШ ОИЯИ, а затем директор ДЮСШ.
С 1978 по 1981 г. возглавлял плавательный центр «Дубна», в котором были подготовлены финалисты XXII Олимпийских игр Оксана Комиссарова и Елена Иванова, а также победительница Всемирных студенческих игр, неоднократная чемпионка СССР Ирина Ларичева. Воспитанница ДЮСШ «Дубна» Анна Савина стала победительницей Кубка Мира в эстафетном плавании.
С 1981 по 1985 г. — член Федерации плавания РСФСР.
В 1983 г. окончил Московский областной институт физической культуры по специальности «физическая культура».
В 1993 г. был назначен директором первого совместного оздоровительного учреждения — детской юношеской спортивной школы «Дубна».
С ноября 1994 г. работал в должности заведующего кафедрой физического воспитания. Под его руководством создана единственная в СССР школа по обучению детей плаванию в детских садах и школах (город Дубна). Отделение плавания входило в число 25 сильнейших ДЮСШ страны.
За время работы в университете им написаны 3 учебно-методических пособия и 11 статей и монографий, в том числе «Концепция физического воспитания в университете», «Учебное пособие „Плавание“, ч. II», «Введение в физическое воспитание».
Разработана учебная программа кафедры и, совместно с профессором Швалевым В. Н., комплексная программа по разработке методов контроля и укрепления здоровья студентов университета «Дубна», написаны 7 научных статей, изданные в различных журналах.
За время работы в г. Дубне с 1971 г. им подготовлены 15 мастеров спорта и более 57 кандидатов в мастера спорта.
1 сентября 2003 года Указом Президента России ему было присвоено звание Заслуженный работник физической культуры Российской Федерации.
С 1 марта 2005 г. — советник мэра г. Дубны по физической культуре и спорту.

## Учебно-методические и научные работы

### Научные работы
1. Бершанский И. С. О педагогическом мастерстве преподавателей и тренеров кафедры физического воспитания (статья). «Вестник Международного университета природы, общества и человека», Международный университет природы, общества и человека «Дубна», № 2, 1997 г., стр. 63-69.
2. Бершанский И. С., Швалев В. Н. Комплексная программа по разработке методов контроля и укрепления здоровья студентов университета «Дубна» (статья). «Вестник Международного университета природы, общества и человека»,Международный университет природы, общества и человека «Дубна», № 3, 1997 г., стр. 58-68.
3. Бершанский И. С. Ради здоровья — для здоровья кафедра физического воспитания рекомендует…" (статья). «Вестник Международного университета природы, общества и человека», Международный университет природы, общества и человека «Дубна», № 4, 1997 г., стр. 61-66.
4. Бершанский И. С., Швалев В. Н., Зеленская А. Е., Тарский Н. А., Жданов Г. Г., Корягин Т. С. и др. Анализ адаптационных возможностей сердечно-сосудистой и нервной систем человека с использованием метода вариационной интервалокардио-графии (тезисы доклада). Материалы IV национального конгресса по профилактике медицины и валеологии, Санкт-Петербург, май 1998 г., Санкт-Петербург, 1998 г., стр. 80-95.
5. Бершанский И. С., Швалев В. Н., Зеленская А. Е., Тарский Н. А., Сосунов А. А., Шпинькова М. В. и др. Новое в оценке уровня здоровья и преподавания валеологии (тезисы доклада). Материалы IV национального конгресса по профилактике медицины и валеологии, Санкт-Петербург, май 1998 г., Санкт-Петербург, 1998 г., стр. 112—115.
6. Бершанский И. С., Швалев В. Н., Зеленская А. Е., Муратова М. Ю., Тарский Н. А., Жданов Г. Г. и др. Особенности валеологического образования в университете (тезисы доклада). Материалы научного форума общественного движения «Здоровый мир», Санкт-Петербург, 16-20.06.1999 г., Санкт-Петербург, 1999 г., стр. 127.
7. Бершанский И. С., Концепция физического воспитания в университете «Дубна» (доклад). Материалы Всероссийской научно-практической конференции, Международный университет природы, общества и человека «Дубна», г. Дубна, 28-29.04.2004 г., Международный университет природы, общества и человека «Дубна», 2004 г., стр. 8-10.
8. Бершанский И. С., Швалев В. Н., Тарский Н. А., Муратова М. Ю. Современные представления о методе преподавания учения о здоровом образе жизни и новых способах объективного состояния нервной системы студентов университета «Дубна» (тезисы доклада). Материалы Всероссийской научно-практической конференции, Международный университет природы, общества и человека «Дубна», г. Дубна, 28-29.04.2004 г., Международный университет природы, общества и человека «Дубна», 2004 г., стр. 84.

### Учебно-методические работы
1. Бершанский И. С. Методическое пособие «Плавание», ч. I. Международный университет природы, общества и человека «Дубна», г. Дубна, 1997 г. 2.8 п.л.[2]
2. Бершанский И. С. Учебное пособие «Плавание», ч. II. Международный университет природы, общества и человека «Дубна», г. Дубна, 2005 г. 5.6 п.л.
3. Бершанский И. С. Учебное пособие «Введение в физическое воспитание» Международный университет природы, общества и человека «Дубна», г. Дубна, 2005 г. 5.3 п.л.[3]

## Награды и признания
- 1985 г. награждён медалью «Ветеран труда» Решением исполкома Московского областного Совета народных депутатов от 15.08.1985 г.,
- 1989 г. награждён значком Отличник физической культуры Государственным комитетом СССР по физической культуре и спорту от 12.04.1989 г., «Ветеран спорта».
- 1997 г. награждён медалью «В память 850-летия Москвы» Указом Президента РФ от 26.02.1997 г..,
- 2003 г. присвоено звание Заслуженный работник физической культуры РФ Указом Президента от 01.09.2003 г..
- 2006 г. имеет звание доцента на кафедре физического воспитания университета «Дубна».
- 2008 г. приказом Губернатора Московской области Громова Б. В. присвоено звание «Заслуженный работник образования Московской области».